# Idaea charitata
Idaea charitata är en fjärilsart som beskrevs av Hans Rebel 1906. Idaea charitata ingår i släktet Idaea och familjen mätare. Inga underarter finns listade i Catalogue of Life.